# 스카라보리주

스카라보리 주의 문장

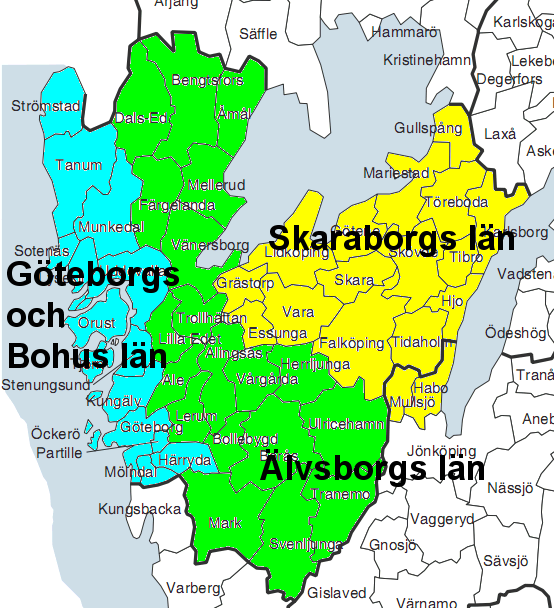
베스트라예탈란드 주로 합병된 3개 주의 위치 (노란색으로 표시된 주가 스카라보리 주)

스카라보리주(스웨덴어: Skaraborgs län)는 과거 스웨덴에 존재했던 주로 주도는 마리에스타드였으며 1634년부터 1997년 12월 31일까지 존재했다. 주 이름은 스카라(Skara) 시 교외에 요새(borg)가 건설되면서 붙여진 이름이다.
주에서 가장 큰 도시는 셰브데였으며 베스테르예틀란드 지방 북부를 차지하였다. 1998년 1월 1일을 기해 엘브스보리 주, 예테보리 보후스 주와 함께 베스트라예탈란드주로 합병되면서 폐지되었다.